# 陶述曾
陶述曾（1896年—1993年），字翼圣，男，湖北黄冈人，中国水利工程专家、政治人物，曾任湖北省人民政府副省长，湖北省人大常委会副主任，湖北省政协副主席，中国国民党革命委员会中央委员会常务委员，第四届全国人大代表，第二、三、四、五、六届全国政协委员。

## 家庭
父陶炯照，弟陶希圣。